# Futbol'nyj Klub Terek 2011-2012
Questa voce raccoglie le informazioni riguardanti il Futbol'nyj Klub Terek' nelle competizioni ufficiali della stagione 2011-2012.

## Stagione
Per questa stagione, il club ceceno ha ingaggiato come allenatore Ruud Gullit, che ha firmato un contratto per i successivi 18 mesi. L'8 marzo 2011 è stata inaugurata la nuova stagione con un'amichevole organizzata dal presidente ceceno contro la selezione brasiliana Campione del mondo nel 2002 tra cui Romário, Bebeto, Cafu, Dunga, Denilson, Zé Maria, André Cruz e Raí mentre in squadra con Ramzan Kadyrov giocavano tra gli altri l'allenatore della squadra Ruud Gullit e Lothar Matthäus. Esonerato Gullit il 14 giugno 2011, la squadra viene guidata per tre mesi da Isa Bajtiev, che da fine settembre viene sostituito fino a fine stagione Stanislav Čerčesov.
La squadra termina la stagione con i quarti di finale della Coppa di Russia e con l'11º posto in campionato riuscendo a salvarsi dalla retrocessione.

## Organigramma societario

### Staff tecnico
| Allenatore:              | Ruud Gullit               |
| Allenatore in seconda:   | Ronald van Niekerk        |
| Allenatore dei portieri: | Byte Isa Abdulzhalilovich |
| Collaboratore tecnico:   | Alvey Ruslan Shaaevich    |
| Preparatore atletico:    | Shuffling Cope            |
| Preparatore atletico:    | Rezvuhin Leonid Il'ic     |
| Preparatore atletico:    | Alexander Gordienko       |

## Rosa
| N. |                         | Ruolo | Calciatore          |
| -- | ----------------------- | ----- | ------------------- |
| 1  | Russia (bandiera)       | P     | Soslan Džanaev      |
| 2  | Bielorussia (bandiera)  | D     | Sergey Omelyanchuk  |
| 3  | Russia (bandiera)       | D     | Dmitrij Jatčenko    |
| 4  | Israele (bandiera)      | D     | Ze'ev Haimovich     |
| 5  | Brasile (bandiera)      | D     | Antonio Ferreira    |
| 6  | Brasile (bandiera)      | C     | Adílson Warken      |
| 7  | Bulgaria (bandiera)     | C     | Blagoj Georgiev     |
| 8  | Brasile (bandiera)      | C     | Mauricio            |
| 9  | Camerun (bandiera)      | C     | Guy Stéphane Essame |
| 10 | Russia (bandiera)       | C     | Adlan Kacaev        |
| 11 | Russia (bandiera)       | A     | Šamil' Asil'darov   |
| 12 | Ucraina (bandiera)      | P     | Jaroslav Godzjur    |
| 13 | Russia (bandiera)       | A     | Zaur Sadaev         |
| 14 | Burkina Faso (bandiera) | D     | Herve Zeng Xavier   |
| 15 | Russia (bandiera)       | C     | Aleksandr Pavlenko  |
| 17 | Zimbabwe (bandiera)     | C     | Musawengosi Mguni   |

| N. |                      | Ruolo | Calciatore                          |
| -- | -------------------- | ----- | ----------------------------------- |
| 19 | Russia (bandiera)    | C     | Oleg Ivanov (da gennaio 2012)       |
| 20 | Russia (bandiera)    | C     | Andrew Kobenko                      |
| 21 | Russia (bandiera)    | C     | Oleg Vlasov                         |
| 22 | Georgia (bandiera)   | C     | Levan Gvazava                       |
| 23 | Russia (bandiera)    | A     | Chalid Kadyrov                      |
| 24 | Polonia (bandiera)   | D     | Marcin Komorowski (da gennaio 2012) |
| 25 | Polonia (bandiera)   | D     | Piotr Polczak                       |
| 31 | Polonia (bandiera)   | C     | Maciej Rybus (da gennaio 2012)      |
| 40 | Russia (bandiera)    | D     | Rizvan Uciev                        |
| 52 | Rep. Ceca (bandiera) | D     | Martin Jiránek                      |
| 55 | Russia (bandiera)    | A     | Igor' Lebedenko                     |
| 77 | Russia (bandiera)    | A     | Stanislav Murichin                  |
| 88 | Moldavia (bandiera)  | P     | Ștefan Sicaci                       |
| 90 | Russia (bandiera)    | D     | Murad Tagilov                       |
| 99 | Belgio (bandiera)    | C     | Jonathan Legear                     |

## Risultati

### Prem'er-Liga

#### Stagione regolare
| Groznyj 13 marzo 2011 1ª giornata | Terek Groznyj | 0 – 1 referto | Zenit San Pietroburgo | Stadio Sultan Bilimkhanov |

| Kazan' 20 marzo 2011 2ª giornata | Rubin | 2 – 0 referto | Terek Groznyj | Stadio Centrale di Kazan' |

| Groznyj 4 aprile 2011 3ª giornata | Terek Groznyj | 2 – 0 referto | Tom' Tomsk | Stadio Sultan Bilimkhanov |

| Mosca 10 aprile 2011 4ª giornata | Spartak Mosca | 0 – 0 referto | Terek Groznyj | Stadio Lužniki |

| Groznyj 16 aprile 2011 5ª giornata | Terek Groznyj | 0 – 0 referto | Dinamo Mosca | Stadio Sultan Bilimkhanov |

| Rostov sul Don 23 aprile 2011 6ª giornata | Rostov | 1 – 0 referto | Terek Groznyj | Stadio Olimp-2 |

| Groznyj 30 aprile 2011 7ª giornata | Terek Groznyj | 1 – 0 referto | Volga Nižnij Novgorod | Stadio Sultan Bilimkhanov |

| Krasnodar 7 maggio 2011 8ª giornata | Kuban' | 2 – 1 referto | Terek Groznyj | Stadio Kuban' |

| Mosca 14 maggio 2011 9ª giornata | Lokomotiv Mosca | 4 – 0 referto | Terek Groznyj | Stadio Lokomotiv |

| Groznyj 20 maggio 2011 10ª giornata | Terek Groznyj | 1 – 0 referto | Anži | Achmat-Arena |

| Nal'čik 27 maggio 2011 11ª giornata | Spartak-Nal'čik | 2 – 2 referto | Terek Groznyj | Respublikanskij stadion Spartak |

| Groznyj 10 giugno 2011 12ª giornata | Terek Groznyj | 2 – 4 referto | CSKA Mosca | Achmat-Arena |

| Perm' 14 giugno 2011 13ª giornata | Amkar Perm' | 1 – 0 referto | Terek Groznyj | Stadio Zvezda |

| Groznyj 18 giugno 2011 14ª giornata | Terek Groznyj | 2 – 0 referto | Kryl'ja Sovetov Samara | Achmat-Arena |

| Krasnodar 22 giugno 2011 15ª giornata | Krasnodar | 0 – 2 referto | Terek Groznyj | Stadio Kuban' |

| San Pietroburgo 26 giugno 2011 16ª giornata | Zenit San Pietroburgo | 0 – 0 referto | Terek Groznyj | Stadio Petrovskij |

| Groznyj 22 luglio 2011 17ª giornata | Terek Groznyj | 0 – 1 referto | Rubin | Achmat-Arena |

| Tomsk 30 luglio 2011 18ª giornata | Tom' Tomsk | 0 – 1 referto | Terek Groznyj | Trud Stadium |

| Groznyj 7 agosto 2011 19ª giornata | Terek Groznyj | 2 – 4 referto | Spartak Mosca | Achmat-Arena |

| Chimki 13 agosto 2011 20ª giornata | Dinamo Mosca | 6 – 2 referto | Terek Groznyj | Arena Chimki |

| Groznyj 20 agosto 2011 21ª giornata | Terek Groznyj | 1 – 1 referto | Rostov | Achmat-Arena |

| Nižnij Novgorod 27 agosto 2011 22ª giornata | Volga Nižnij Novgorod | 3 – 1 referto | Terek Groznyj | Stadio Lokomotiv |

| Groznyj 12 settembre 2011 23ª giornata | Terek Groznyj | 1 – 2 referto | Kuban' | Achmat-Arena |

| Groznyj 18 settembre 2011 24ª giornata | Terek Groznyj | 0 – 4 referto | Lokomotiv Mosca | Achmat-Arena |

| Machačkala 26 settembre 2011 25ª giornata | Anži | 2 – 2 referto | Terek Groznyj | Stadio Dinamo |

| Groznyj 1º ottobre 2011 26ª giornata | Terek Groznyj | 0 – 1 referto | Spartak-Nal'čik | Achmat-Arena |

| Chimki 15 ottobre 2011 27ª giornata | CSKA Mosca | 2 – 2 referto | Terek Groznyj | Arena Chimki |

| Groznyj 22 ottobre 2011 28ª giornata | Terek Groznyj | 1 – 0 referto | Amkar Perm' | Achmat-Arena |

| Samara 30 ottobre 2011 29ª giornata | Kryl'ja Sovetov Samara | 2 – 1 referto | Terek Groznyj | Stadio Metallurg (Samara) |

| Groznyj 5 novembre 2011 30ª giornata | Terek Groznyj | 2 – 0 referto | Krasnodar | Achmat-Arena |

#### Poule salvezza
| Groznyj 19 novembre 2011 31ª giornata | Terek Groznyj | 0 – 0 referto | Kryl'ja Sovetov Samara | Achmat-Arena |

| Nal'čik 26 novembre 2011 32ª giornata | Spartak-Nal'čik | 3 – 0 referto | Terek Groznyj | Respublikanskij stadion Spartak |

| Groznyj 3 marzo 2012 33ª giornata | Terek Groznyj | 1 – 0 referto | Tom' Tomsk | Stadio Sultan Bilimkhanov |

| Krasnodar 10 marzo 2012 34ª giornata | Krasnodar | 1 – 3 referto | Terek Groznyj | Stadio Kuban' |

| Groznyj 17 marzo 2012 35ª giornata | Terek Groznyj | 1 – 1 referto | Rostov | Stadio Sultan Bilimkhanov |

| Groznyj 26 marzo 2012 36ª giornata | Terek Groznyj | 1 – 3 referto | Volga Nižnij Novgorod | Stadio Sultan Bilimkhanov |

| Perm' 14 giugno 2011 37ª giornata | Amkar Perm' | 2 – 0 referto | Terek Groznyj | Stadio Zvezda |

| Groznyj 6 aprile 2012 38ª giornata | Terek Groznyj | 2 – 0 referto | Spartak-Nal'čik | Achmat-Arena |

| Tomsk 14 aprile 2012 39ª giornata | Tom' Tomsk | 3 – 0 referto | Terek Groznyj | Trud Stadium |

| Groznyj 22 aprile 2012 40ª giornata | Terek Groznyj | 0 – 1 referto | Krasnodar | Achmat-Arena |

| Rostov sul Don 27 aprile 2012 41ª giornata | Rostov | 1 – 1 referto | Terek Groznyj | Stadio Olimp-2 |

| Nižnij Novgorod 2 maggio 2012 42ª giornata | Volga Nižnij Novgorod | 1 – 3 referto | Terek Groznyj | Stadio Lokomotiv |

| Groznyj 6 maggio 2012 43ª giornata | Terek Groznyj | 3 – 1 referto | Amkar Perm' | Achmat-Arena |

| Samara 13 maggio 2012 44ª giornata | Kryl'ja Sovetov Samara | 1 – 1 referto | Terek Groznyj | Stadio Metallurg (Samara) |

### Kubok Rossii
| Groznyj 17 luglio 2011 Sedicesimi di finale | Nižnij Novgorod | 0 – 2 referto | Terek Groznyj | Achmat-Arena |

| Groznyj 21 settembre 2011 Ottavi di finale | Terek Groznyj | 2 – 0 referto | Torpedo Vladimir | Achmat-Arena |

| Nižnij Novgorod 22 marzo 2012 Quarti di finale | Volga Nižnij Novgorod | 2 – 1 referto | Terek Groznyj | Stadio Severnyj |